# Svindlarkvinnan
Svindlarkvinnan (finska: Huijarinainen) är en finländsk kriminalserie från 1995 i tre delar.

## Handling
Anita får sin inkomst på att lura människor på pengar och träffar på en man som är som henne och ge planerar Tillsammans ett större bedrägeri men planerna förstör av polisen.

## Medverkande
- Sanna Fransman
- Aake Kalliala
- Oskari Katajistov
- Liisa Kuoppamäki
- Kai Lehtinen
- Anna-Elina Lyytikäinen
- Taneli Mäkelä
- Juhani Niemelä
- Ritva Oksanen
- Pirkka-Pekka Petelius
- Taisto Reimaluoto
- Tomi Salmela
- Olli Tuominen